# Fromia nodosa
Fromia nodosa is een zeester uit de familie Goniasteridae.
De wetenschappelijke naam van de soort werd in 1967 gepubliceerd door Ailsa McGown Clark.